# Villers-Cernay
Villers-Cernay ist eine ehemalige französische Gemeinde mit 337 (Stand: 1. Januar 2022) im Département Ardennes in der Region Grand Est. Sie gehörte zum Arrondissement Sedan.
Mit Wirkung vom 1. Januar 2017 wurde Villers-Cernay zusammen mit den ehemaligen Gemeinden Bazeilles und Rubécourt-et-Lamécourt zur Commune nouvelle Bazeilles zusammengeschlossen und hat in der neuen Gemeinde der Status einer Commune déléguée.

## Geografie
Villers-Cernay liegt etwa sechs Kilometer nordöstlich von Sedan und etwa 87 Kilometer nordöstlich von Reims an der Grenze zu Belgien.
Umgeben wird Villers-Cernay von den Nachbargemeinden und der Commune déléguée von Bazeilles:
| La Chapelle | Bouillon (Belgien)                          |            |
| Givonne     | Kompassrose, die auf Nachbargemeinden zeigt |            |
| Daigny      | Rubécourt-et-Lamécourt (Commune déléguée)   | Francheval |

## Geschichte
Wann die urkundlich überlieferte Geschichte beginnt, ist nicht leicht zu entscheiden, da der Ortsname „Cernay“ in Frankreich öfters vorkommt. Urkunden der Karolingerzeit (750, 768, 769) und aus dem 12. Jahrhundert (1118, 1142) werden auf Cernay (Yvelines) bezogen, andere Urkunden des Hochmittelalters (1144, 1320) auf Cernay (Haut-Rhin). Die Herausgeber der „Regesta Imperii“ sind sich aber sicher, dass Cernay (Ardennes) 997 in einer Urkunde Kaiser Ottos III. genannt wird, als dem Kloster Mouzon hier eine Kirche bestätigt wird (RI II., 1221).

## Bevölkerungsentwicklung
| Villers-Cernay: Einwohnerzahlen von 1793 bis 2021                                                                          | Villers-Cernay: Einwohnerzahlen von 1793 bis 2021 | Villers-Cernay: Einwohnerzahlen von 1793 bis 2021 | Villers-Cernay: Einwohnerzahlen von 1793 bis 2021 | Villers-Cernay: Einwohnerzahlen von 1793 bis 2021 |
| --- | ------------------------------------------------- | ------------------------------------------------- | ------------------------------------------------- | ------------------------------------------------- |
| Jahr |                                                   |                                                   |                                                   | Einwohner                                         |
| 1793 | 1793                                              |                                                   | 509                                               | 509                                               |
| 1800 | 1800                                              |                                                   | 427                                               | 427                                               |
| 1806 | 1806                                              |                                                   | 533                                               | 533                                               |
| 1821 | 1821                                              |                                                   | 527                                               | 527                                               |
| 1831 | 1831                                              |                                                   | 652                                               | 652                                               |
| 1836 | 1836                                              |                                                   | 662                                               | 662                                               |
| 1841 | 1841                                              |                                                   | 686                                               | 686                                               |
| 1846 | 1846                                              |                                                   | 680                                               | 680                                               |
| 1851 | 1851                                              |                                                   | 702                                               | 702                                               |
| 1866 | 1866                                              |                                                   | 777                                               | 777                                               |
| 1872 | 1872                                              |                                                   | 778                                               | 778                                               |
| 1876 | 1876                                              |                                                   | 761                                               | 761                                               |
| 1881 | 1881                                              |                                                   | 761                                               | 761                                               |
| 1886 | 1886                                              |                                                   | 657                                               | 657                                               |
| 1891 | 1891                                              |                                                   | 619                                               | 619                                               |
| 1896 | 1896                                              |                                                   | 546                                               | 546                                               |
| 1901 | 1901                                              |                                                   | 483                                               | 483                                               |
| 1906 | 1906                                              |                                                   | 460                                               | 460                                               |
| 1911 | 1911                                              |                                                   | 406                                               | 406                                               |
| 1921 | 1921                                              |                                                   | 316                                               | 316                                               |
| 1926 | 1926                                              |                                                   | 303                                               | 303                                               |
| 1931 | 1931                                              |                                                   | 286                                               | 286                                               |
| 1936 | 1936                                              |                                                   | 276                                               | 276                                               |
| 1946 | 1946                                              |                                                   | 194                                               | 194                                               |
| 1954 | 1954                                              |                                                   | 243                                               | 243                                               |
| 1962 | 1962                                              |                                                   | 262                                               | 262                                               |
| 1968 | 1968                                              |                                                   | 242                                               | 242                                               |
| 1975 | 1975                                              |                                                   | 260                                               | 260                                               |
| 1982 | 1982                                              |                                                   | 271                                               | 271                                               |
| 1990 | 1990                                              |                                                   | 306                                               | 306                                               |
| 1999 | 1999                                              |                                                   | 293                                               | 293                                               |
| 2006 | 2006                                              |                                                   | 316                                               | 316                                               |
| 2015 | 2015                                              |                                                   | 337                                               | 337                                               |
| 2021 | 2021                                              |                                                   | 343                                               | 343                                               |
| Quelle(n): EHESS/Cassini bis 1999, INSEE ab 2006 Anmerkung(en): Ab 1962 offizielle Zahlen ohne Einwohner mit Zweitwohnsitz |                                                   |                                                   |                                                   |                                                   |

## Sehenswürdigkeiten
- Kirche Saint-Pierre